# Федеріко Паєс
Федеріко Паєс Чірібога (6 червня 1876 − 9 лютого 1974) — еквадорський політичний діяч, верховний глава країни у 1935—1937 роках.